# Wassermühle Dolldorfer Eichenweg 31

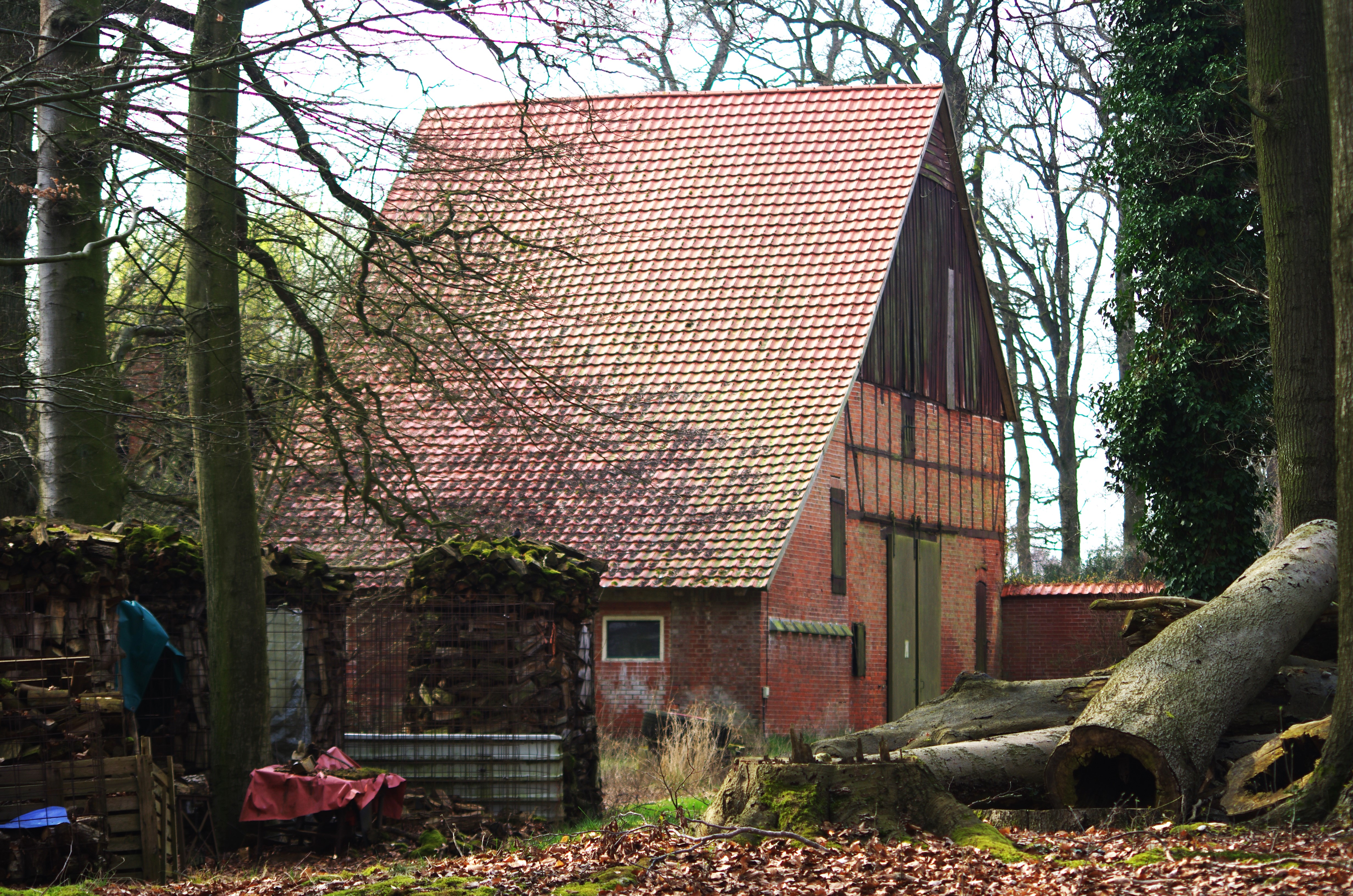
Wassermühle Dolldorfer Eichenweg 31

Die Wassermühle Dolldorfer Eichenweg 31 in Balge-Dolldorf in der niedersächsischen Samtgemeinde Weser-Aue stammt aus dem 19. Jahrhundert.
Aktuell (2023) wird sie wohl als Nebengebäude genutzt.
Das Gebäude steht unter Denkmalschutz (siehe auch Liste der Baudenkmale in Balge).

## Beschreibung
Das eingeschossige Gebäude wohl aus dem 19. Jahrhundert ist ein Fachwerkhaus mit Steinausfachungen sowie mit Satteldach. Der Mühlenstau am Kreuzbach (Nebenbach des Blenhorster Bachs) und das Wasserrad sind erhalten. Das Mühlenhaus gehört zu einer Hofanlage und wird vermutlich als Nebengebäude genutzt.
Das Landesdenkmalamt befand: „… geschichtliche Bedeutung … der Wirtschafts- und Technikgeschichte durch beispielhafte Ausprägung einer Wassermühle … .“